# Хлевіська (гміна)
Гміна Хлевіська (пол. Gmina Chlewiska) — сільська гміна у центральній Польщі. Належить до Шидловецького повіту Мазовецького воєводства.
Станом на 31 грудня 2011 у гміні проживало 6188 осіб.

## Площа
Згідно з даними за 2007 рік площа гміни становила 124.20 км², у тому числі:
- орні землі: 47.00%
- ліси: 45.00%

Таким чином, площа гміни становить 26.48% площі повіту.

## Населення
Станом на 31 грудня 2011:
| Опис     | Загалом | Загалом | Чоловіки | Чоловіки | Жінки | Жінки |
| -------- | ------- | ------- | -------- | -------- | ----- | ----- |
| одиниця  | осіб    | %       | осіб     | %        | осіб  | %     |
| все      | 6188    | 100     | 3055     | 49.37    | 3133  | 50.63 |
| міське   | 0       | 100     | 0        |          | 0     |       |
| сільське | 6188    | 100     | 3055     | 49.37    | 3133  | 50.63 |

## Сусідні гміни
Гміна Хлевіська межує з такими гмінами: Бліжин, Борковіце, Венява, Пшисуха, Стомпоркув, Шидловець.